# 东坡赤壁
30°27′26″N 114°51′46″E / 30.45722°N 114.86278°E
东坡赤壁位于中华人民共和国湖北省黄冈市黄州区西北公园路，古为长江北岸的岩石山，石呈红褐色，故称赤壁、赤岸，俗称赤鼻磯、赤鼻山。因泥沙淤积，现在的赤壁与长江已有数百米之遥。北宋苏轼谪居黄州时在此留下了《赤壁赋》等千古名篇。清康熙末年，黄州知府郭朝祚将此处改称“东坡赤壁”。现存建筑大多为清同治七年（1868年）所修。清末杨守敬整理明清碑刻，并组织石工翻刻东坡手迹拓本，共139方，镶嵌在赤壁的亭台楼阁中。民国年间，东坡赤壁又有更多的碑刻入藏。2006年被列为第六批全国重点文物保护单位。

## 文物保护情况
1956年11月15日，以“黃州赤壁”的名义被湖北省人民委员会列为第一批湖北省文物保护单位；2006年5月25日，以“东坡赤壁”的名义被中华人民共和国国务院列为第六批全国重点文物保护单位。
其作为文物的保护范围为：东坡赤壁及周围一定范围。四至：东面至东坡赤壁围墙以东约250米的阮家凉亭路，西面至赤壁围墙以西约200米的赤壁湖路，南面至赤壁围墙以南约350米的赤壁公园景区正门前坡仙路与公园路交汇处，北面至赤壁围墙以北约350米的东坡雪堂。
其作为文物的建设控制地带为：以保护范围四至为界，东面延伸约450～700米至黄冈市委门前七一路、延年路，西面延伸约150～400米至长江主干堤，南面延伸约150米至胜利街，北面延伸约150米至龙王山庄和黄州水厂。